# 萨拉尔布
萨拉尔布（法語：Sarralbe，法語發音：[saʁalb]；洛林法兰克语：Alwe、Saaralwe）是法国摩泽尔省的一个市镇，位于该省东部，和下莱茵省接壤，属于萨尔格米讷区。

## 地理
萨拉尔布（48°59'46"N, 7°1'40"E）面积27.29 平方千米，位于法国大東部大區摩泽尔省，该省份为法国东北部内陆省份，是洛林的一部分，西南接默尔特-摩泽尔省，东临下莱茵省，北与卢森堡和德国接壤。萨尔河自南向北流经市区。
与萨拉尔布接壤的市镇（或旧市镇、城区）包括：比塞尔、阿尔斯基申、勒瓦勒德盖布朗日、安巴赫、奥尔万、基尔维莱尔、里什兰、埃比蔡姆、因辛根、凯斯卡斯泰勒、维勒瓦尔德。
萨拉尔布的时区为UTC+01:00、UTC+02:00（夏令时）。

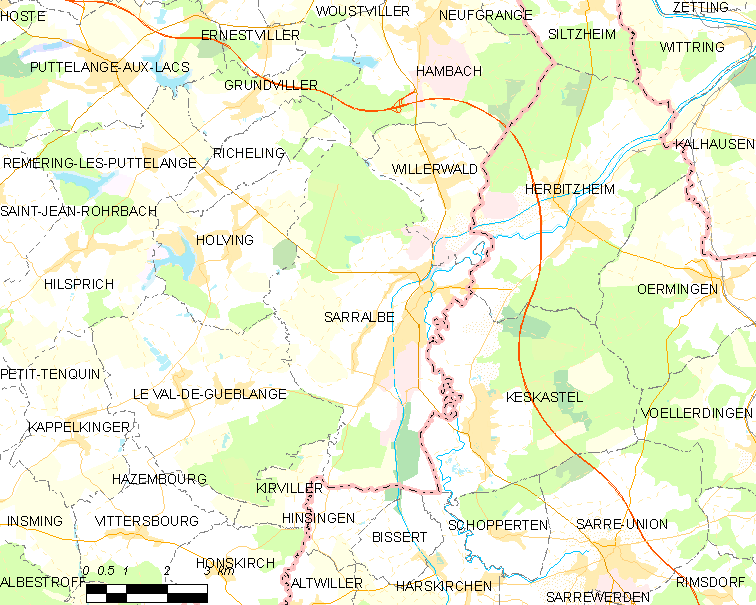
萨拉尔布的OSM定位图

## 行政
萨拉尔布的邮政编码为57430，INSEE市镇编码为57628。

## 政治
萨拉尔布所属的省级选区为萨拉尔布县。

## 交通
摩泽尔省省道D28线、D656线和D661线等在境内交汇。萨拉尔布市区有客运线路前往萨尔格米讷和萨尔于尼翁。

## 人口

1962-2008年间萨拉尔布人口变化图示

萨拉尔布于2022年1月1日时的人口数量为4386人。